# Spleens et détresses
Les Spleens et détresses, op.38 de Louis Vierne forment un cycle de dix mélodies pour chant et piano sur des textes extraits de divers recueils de Paul Verlaine (Poèmes saturniens, Romances sans paroles, Parallèlement, Sagesse).
Composées en 1917, dans la tourmente de la Première Guerre mondiale et alors que le compositeur subit une série d'opérations chirurgicales pour sa vue, la première audition publique de ces mélodies a lieu le 24 mai 1917 par Mme la comtesse de Boisrouvray, dédicataire de l'œuvre.

## Présentation
1. Dans l'interminable ennui de la plaine — Moderato più tosto lento à 
,
2. Un grand sommeil noir — Adagio à quatre temps (noté ),
3. Spleens — Andante à quatre temps (),
4. Promenade sentimentale — Moderato quasi larghetto à 
,
5. À une femme — Allegro con fuoco à deux temps (noté ),
6. Sérénade — Allegretto non troppo vivo à 
,
7. Le son du cor — Larghetto à 
,
8. Sapho — Allegro agitato à quatre temps (),
9. Les faux beaux jours — Adagio à quatre temps (),
10. Marine — Agitato ma non troppo vivo à quatre temps ()

## Discographie
- Louis Vierne : Mélodies, par Mireille Delunsch (soprano) et François Kerdoncuff (piano) (1997, CD Timpani 1C1040)
- Spleens et détresses, op. 38 par Anaïk Morel (mezzo-soprano), Mūza Rubackytė (piano) et le Quatuor Terpsycordes (14-16 décembre 2015, Brilliant Classics 95367BR) — avec le Quintette pour piano et cordes, op. 42.

### Ouvrages généraux
- Christian Goubault, Brigitte François-Sappey et Gilles Cantagrel (dirs.), Guide de la mélodie et du lied, Paris, Fayard, coll. « Les Indispensables de la musique », 1994, 916 p. (ISBN 2-213-59210-1, OCLC 417117290, BNF 35723610), « Louis Vierne », p. 801–802

### Monographies
- Franck Besingrand, Louis Vierne, Paris, Bleu nuit éditeur, coll. « Horizons » (no 28), 2011, 176 p. (ISBN 978-2-35884-018-7),
- Bernard Gavoty, Louis Vierne : La vie et l'œuvre, Paris, Buchet/Chastel, 1980 (1re éd. 1943), 322 p.